# Zabitz (Osternienburger Land)
Zabitz ist ein Ortsteil der gleichnamigen Ortschaft der Gemeinde Osternienburger Land im Landkreis Anhalt-Bitterfeld in Sachsen-Anhalt, (Deutschland).

## Geografie
Zabitz liegt zwischen Schönebeck (Elbe) und Köthen (Anhalt) am Rande des Biosphärenreservates Mittelelbe.
Die Ortschaft Zabitz bildet sich durch die Ortsteile Maxdorf, Thurau und Zabitz.

## Geschichte
Zabitz wurde erstmals im Jahr 1332 oder am 28. Dezember 1156 urkundlich erwähnt. Es ist auch möglich, dass eine Siedlung dieses Namens schon früher im 10. Jahrhundert existiert haben kann, da die Endung „itz“ auf einen slawischen (wendischen) Ursprung hinweist.
Es wird aber auch vermutet, dass der Name Zabitz auf eine altsorbische Grundform „Sebudici“ zurückzuführen ist, der den slawischen Personennamen Sebud enthält. Das Element „ici“ wurde als „itz“ eingedeutscht und die Mittelsilbe fiel aus. So entstand der Name „Sebitz“, was mundartlich in das jetzige „Zabitz“ umgewandelt wurde.
In den Jahren nach 1945 war Zabitz vordergründig ein landwirtschaftlicher Ort.
Viele Bürger des Ortes arbeiteten in den LPG des Ortes. Mit der Entwicklung und der allmählichen Erholung des Ortes nach dem Zweiten Weltkrieg suchten mehr und mehr Einwohner eine Arbeit in den Großbetrieben der damaligen Kreisstadt Köthen. Hauptversorgungsfeld blieb jedoch die Landwirtschaft, die auch in den einzelnen Haushalten spürbar war.
Am 20. Juli 1950 wurden die bis dahin eigenständigen Gemeinden Maxdorf und Thurau nach Zabitz eingemeindet.
Am 1. Januar 2010 schlossen sich die bis dahin selbstständigen Gemeinden Zabitz, Chörau, Diebzig, Dornbock, Drosa, Elsnigk, Großpaschleben, Kleinpaschleben, Libbesdorf, Micheln, Osternienburg, Reppichau, Trinum und Wulfen zur Einheitsgemeinde Osternienburger Land zusammen. Gleichzeitig wurde die Verwaltungsgemeinschaft Osternienburg, zu der diese Gemeinden gehörten, aufgelöst.

## Politik

### Ortschaftsrat
Als Ortschaft der Einheitsgemeinde Osternienburger Land übernimmt ein so genannter Ortschaftsrat die Wahrnehmung der speziellen Interessen des Ortes innerhalb bzw. gegenüber den Gemeindegremien. Er wird aus fünf Mitgliedern gebildet.

### Bürgermeister
Als weiteres ortsgebundenes Organ fungiert der Ortsbürgermeister, dieses Amt wird zurzeit von Iris Schumacher wahrgenommen.

### Wappen
Blasonierung: „In Blau drei silberne Pfähle belegt mit nach oben abgewinkelten Mittelkreuzbalken 2 : 1.“
Zabitz besteht aus drei Ortsteilen: Maxdorf, Thurau und Zabitz. In diesen Orten war früher das ritterliche Geschlecht der Familie von Thurow ansässig, die über Generationen den Ort und die Region prägten. Es ist Beschluss des Gemeinderates vom 18. April 2006 das Wappen der erloschenen Familie von Thurow als Gemeindewappen zu führen.
Das Wappen wurde 2006 vom Kommunalheraldiker Jörg Mantzsch gestaltet.
Den Heraldikern war schon in den zurückliegenden Jahrhunderten nicht recht klar, was die drei „Gabeln“ im Thurowschen Wappen bedeuten. Mantzsch vertritt angesichts des frühen Nachweises der Insignien die Auffassung, dass es aus ehemaligen Hauszeichen bzw. Gemarkungszeichen entstandene Symbole sind. Im frühen anhaltischen Landadel finden sich mehrfach 2:1 gestellte Wappenzeichen, deren Zuordnung heute nur zu vermuten ist (z. B. Grafschaft Brehna), weil sie aus einer Zeit weit vor des Aufkommens einer heraldischen Terminologie stammen.

### Flagge
Die Flagge ist weiß - blau (1:1) gestreift (Längsform: Streifen senkrecht verlaufend, Querform: Streifen waagerecht verlaufend) und das Wappen ist mittig auf die Flagge aufgelegt.

## Wirtschaft und Infrastruktur

### Verkehr
Südlich von Zabitz führt die Bundesstraße 185 von Bernburg (Saale) nach Köthen (Anhalt). Im Osten von Zabitz befindet sich die Bahnstrecke Magdeburg–Leipzig.